# Каспана
Каспа́на) — річка в Україні, на Кримському півострові. Ліва притока Качі
(басейн Чорного моря).

## Опис
Довжина річки 10 км, найкоротша відстань між витоком і гирлом — 8,12 км, коефіцієнт звивистості річки — 1,24. Площа басейну водозбору 27,2 км². Річка формується багатьма безіменними струмками.

## Розташування
Бере початок на західній стороні від гори Кемаль-Егерек. Тече переважно на північний захід понад горами Чинголе-Тепе та Зуку-Тепе і впадає у річку Качу.

## Цікавий факт
- Від витоку річки на відстані приблизно 3,20 км пролягає автошлях Р32.